# Bergvlagstaartpapegaai
De bergvlagstaartpapegaai (Prioniturus montanus) is een papegaai die alleen voorkomt op het eiland Luzon in het noorden van de Filipijnen. Door sommige auteurs worden de twee ondersoorten van Mindanao-vlagstaartpapegaai ook tot deze soort gerekend.

## Herkenning
De bergvlagstaartpapegaai wordt, exclusief de 35 tot 80 centimeter lange staartveren, 23 centimeter en heeft een vleugellengte van 16 centimeter. Daarmee is de soort gemiddeld van grootte voor deze groep. De geslachten verschillen van elkaar. Het mannetje heeft een turquoise blauw voorhoofd, gezicht en plekken achter de oren. Op de kruin heeft hij een rode plek omgeven door blauw. De nek en zijkanten van de kop zijn helder groen. De rest van de bovenzijde is groen. De onderzijde is donker geelgroen. De vleugels en de staartveren zijn groen. De centrale veren hebben een verlengde schacht en hebben aan het eind een soort zwarte vlag. De buitenste staartveren zijn donkergroen tot zwart en het onderste deel is turquoise blauw. De vliegveren zijn kobaltgroen met groene randen. Het vrouwtje heeft net als de Mindanao-vlagstaartpapegaai geen rode plek op de kop, maar heeft wel wat blauw op het voorhoofd en rond de ogen. Een juveniel lijkt op het vrouwtje, maar heeft geen of een heel korte vlaggestaart. De snavel en de poten zijn blauwgrijs en de ogen zijn geel in het midden en bruin daaromheen.
De bergvlagstaartpapegaai is een luidruchtige vogel die veelal door of laag over de bossen vliegt. Ze leven daar alleen, in paartjes of in kleine groepjes.

## Ondersoorten, verspreiding  en leefgebied
Van de bergvlagstaartpapegaai zijn geen verschillende ondersoorten bekend. De soort is te vinden in de Cordillera Central in de provincies Abra, Benguet, Ilocos Norte en Mountain Province op Luzon. Daar komen ze alleen voor in middelhoog gelegen bossen in de bergen op een hoogte van 1000 meter tot 2500 meter.  

## Voortplanting
Er zijn parende exemplaren van bergvlagstaartpapegaai waargenomen in de maanden augustus en september. Er zijn bovendien exemplaren met vergrote gonaden waargenomen in februari. Er is een nest gevonden in een hol in een lange eik op zo'n 5 tot 6 meter boven de grond.

## Status
De bergvlagstaartpapegaa heeft een beperkt verspreidingsgebied en daardoor is de kans op uitsterven aanwezig. De grootte van de populatie werd in 2016 door BirdLife International geschat op 1,5 tot 7 duizend individuen en de populatie-aantallen nemen af door jacht en vangst voor de (illegale) kooivogelhandel en door ontbossing waarbij natuurlijk bos wordt omgezet in gebied voor agrarisch gebruik. Om deze redenen staat deze soort als gevoelig op de Rode Lijst van de IUCN.
Er gelden beperkingen voor de handel in deze papegaai, want de soort staat in de Bijlage II van het CITES-verdrag.